# Balkánská liga (lední hokej)
Balkánská liga (zkráceně BL, anglicky: Balkan League) byla profesionální balkánská liga ledního hokeje, které se účastnily týmy z Jugoslávie, Rumunska a Bulharska. Založena byla v roce 1994. Liga sloužila pro vzájemnou konfrontaci sil balkánských týmů. Liga zanikla v roce 1997.
Nejvíce vítězství v lize měly týmy HK Partizan, CSA Steaua București a CS Sportul Studențesc București, které získaly shodně po jednom titulu.

## Přehled celkových vítězů v Balkánské lize
Zdroj: 
| Klub                            | Tituly | Vítězné ročníky |
| ------------------------------- | ------ | --------------- |
| HK Partizan                     | 1      | 1994/95         |
| CSA Steaua București            | 1      | 1995/96         |
| CS Sportul Studențesc București | 1      | 1996/97         |